# Józef Pochroń
Józef Pochroń (ur. 5 listopada 1934, zm. 13 sierpnia 2018) – polski brydżysta, Arcymistrz Międzynarodowy (PZBS), Seniors Master (WBF), European Master, European Champion w kategorii Seniors (EBL), odznaczony złotą odznaką PZBS (1982) członek honorowy PZBS, zawodnik Wimpel Gdańsk.
Był opiekunem polskiej reprezentacji seniorów:
- W roku 2008 w Pekinie na 1 Igrzyskach Sportów Umysłowych (9 miejsce);
- W roku 2010 w Ostendzie na 50 Mistrzostwach Europy Teamów (1 miejsce).

## Wyniki brydżowe

### Zawody krajowe
W rozgrywkach krajowych uzyskał następujące rezultaty:
| Mistrzostwa Polski par | Mistrzostwa Polski par | Mistrzostwa Polski par | Mistrzostwa Polski par |
| Rok                    | Kategoria              | Partner                | Pozycja                |
| ---------------------- | ---------------------- | ---------------------- | ---------------------- |
| 2001                   | Seniorzy               | Kazimierz Omernik      | 1                      |
| 1999                   | Seniorzy               | Wacław Janicki         | 1                      |
| 1998                   | Seniorzy               | Wacław Janicki         | 1                      |
| 1994                   | Seniorzy               | Emil Stokłosa          | 1                      |

| Drużynowe mistrzostwa Polski | Drużynowe mistrzostwa Polski | Drużynowe mistrzostwa Polski |
| Sezon                        | Drużyna                      | Pozycja                      |
| ---------------------------- | ---------------------------- | ---------------------------- |
| 1997                         | Ogniwo Sopot                 | 3                            |
| 1978                         | Stoczniowiec Gdańsk          | 3                            |

| Puchar Polski | Puchar Polski       | Puchar Polski |
| Sezon         | Drużyna             | Pozycja       |
| ------------- | ------------------- | ------------- |
| 1987          | Stoczniowiec Gdańsk | 1             |

### Olimpiady
Na olimpiadach uzyskał następujące rezultaty:
| Olimpiady brydżowe. Zawody teamów | Olimpiady brydżowe. Zawody teamów | Olimpiady brydżowe. Zawody teamów | Olimpiady brydżowe. Zawody teamów | Olimpiady brydżowe. Zawody teamów | Olimpiady brydżowe. Zawody teamów |
| Rok                               | Miejsce                           | Zawody                            | Kategoria                         | Drużyna                           | Pozycja                           |
| --------------------------------- | --------------------------------- | --------------------------------- | --------------------------------- | --------------------------------- | --------------------------------- |
| 2000                              | Maastricht                        | 11. Olimpiada Brydżowa            | Seniorzy                          | Poland                            | 10                                |

### Zawody światowe
W światowych zawodach osiągnął następujące lokaty:
| Zawody Światowe. Konkurencja teamów | Zawody Światowe. Konkurencja teamów | Zawody Światowe. Konkurencja teamów | Zawody Światowe. Konkurencja teamów | Zawody Światowe. Konkurencja teamów | Zawody Światowe. Konkurencja teamów |
| Rok                                 | Miejsce                             | Zawody                              | Kategoria                           | Drużyna                             | Pozycja                             |
| ----------------------------------- | ----------------------------------- | ----------------------------------- | ----------------------------------- | ----------------------------------- | ----------------------------------- |
| 2007                                | Szanghaj                            | 38. Mistrzostwa Świata Teamów       | Trans                               | Polish Seniors                      | 52                                  |
| 2007                                | Szanghaj                            | 38. Mistrzostwa Świata Teamów       | Seniorzy                            | Poland                              | 5                                   |
| 2006                                | Werona                              | 12. Mistrzostwa Świata              | Seniorzy                            | Szenberg                            | 5                                   |
| 1998                                | Lille                               | 10. Mistrzostwa Świata              | Seniorzy                            | Orłow                               | 3                                   |
| 1994                                | Albuquerque                         | 9. Mistrzostwa Świata               | Seniorzy                            | Pochroń                             | 8                                   |

| Zawody światowe. Konkurencja par | Zawody światowe. Konkurencja par | Zawody światowe. Konkurencja par | Zawody światowe. Konkurencja par | Zawody światowe. Konkurencja par | Zawody światowe. Konkurencja par |
| Rok                              | Miejsce                          | Zawody                           | Kategoria                        | Partner                          | Pozycja                          |
| -------------------------------- | -------------------------------- | -------------------------------- | -------------------------------- | -------------------------------- | -------------------------------- |
| 2006                             | Werona                           | 12. Mistrzostwa Świata           | Seniorzy                         | Jan Rogowski                     | 15                               |
| 1998                             | Lille                            | 10. Mistrzostwa Świata           | Seniorzy                         | Wacław Janicki                   | 11                               |

### Zawody europejskie
W europejskich zawodach zdobył następujące lokaty:
| Zawody europejskie. Konkurencja teamów | Zawody europejskie. Konkurencja teamów | Zawody europejskie. Konkurencja teamów | Zawody europejskie. Konkurencja teamów | Zawody europejskie. Konkurencja teamów | Zawody europejskie. Konkurencja teamów |
| Rok                                    | Miejsce                                | Zawody                                 | Kategoria                              | Drużyna                                | Pozycja                                |
| -------------------------------------- | -------------------------------------- | -------------------------------------- | -------------------------------------- | -------------------------------------- | -------------------------------------- |
| 2005                                   | Teneryfa                               | 2. Otwarte Mistrzostwa Europy          | Seniorzy                               | Gorzyński                              | 17                                     |
| 1999                                   | Malta                                  | 44. Mistrzostwa Europy Teamów          | Seniorzy                               | Poland 3                               | 10                                     |
| 1995                                   | Vilamoura                              | 42. Mistrzostwa Europy Teamów          | Seniorzy                               | Poland 1                               | 2                                      |

| Zawody europejskie. Konkurencja par | Zawody europejskie. Konkurencja par | Zawody europejskie. Konkurencja par | Zawody europejskie. Konkurencja par | Zawody europejskie. Konkurencja par | Zawody europejskie. Konkurencja par |
| Rok                                 | Miejsce                             | Zawody                              | Kategoria                           | Partner                             | Pozycja                             |
| ----------------------------------- | ----------------------------------- | ----------------------------------- | ----------------------------------- | ----------------------------------- | ----------------------------------- |
| 2009                                | San Remo                            | 4. Otwarte Mistrzostwa Europy       | Seniorzy                            | Jacek Lew                           | 19                                  |
| 2007                                | Antalya                             | 3. Otwarte Mistrzostwa Europy       | Seniorzy                            | Jacek Lew                           | 9                                   |
| 2005                                | Teneryfa                            | 2. Otwarte Mistrzostwa Europy       | Seniorzy                            | Kazimierz Omernik                   | 25                                  |
| 2003                                | Mentona                             | 1. Otwarte Mistrzostwa Europy       | Seniorzy                            | Kazimierz Omernik                   | 1                                   |
| 2001                                | Sorento                             | 11. Mistrzostwa Europy Par          | Seniorzy                            | Kazimierz Omernik                   | 35                                  |
| 1999                                | Warszawa                            | 10. Mistrzostwa Europy Par          | Seniorzy                            | Wacław Janicki                      | 45                                  |
| 1989                                | Salsomaggiore                       | 5. Mistrzostwa Europy Par           | Seniorzy                            | K. Pawlik                           | 49                                  |